# Hallucinogen (album)
Hallucinogen – minialbum amerykańskiej piosenkarki i autorki tekstów Keleli, wydany w październiku 2015 nakładem Warp i Cherry Coffee Music.
Hallucinogen opowiada o fazach związku w odwrotnym porządku chronologicznym.

## Przyjęcie krytyczne
Hallucinogen zdobył uznanie krytyków muzycznych. Na stronie internetowej Metacritic (na której maksymalna możliwa ilość punktów do przyznania wynosi 100) album otrzymał (na podstawie 9 recenzji) średnią ocenę 78, która oznacza ogólnie pozytywne recenzje (ang. generally favorable reviews).
Anupa Mistry z Pitchfork Media pochwaliła EP-kę i jej autorkę, Kelelę, przyznając albumowi ocenę 8,3/10.
Adam Kivel z Consequence of Sound i Max Mertens z „Rolling Stone” przyznali albumowi pozytywne oceny.

## Lista utworów
| #  | Tytuł              | Tekst                                                                              | Produkcja                              | Długość |
| -- | ------------------ | ---------------------------------------------------------------------------------- | -------------------------------------- | ------- |
| 1. | „A Message”        | Kelela Mizanekristos, Alejandro Ghersi, Jordan Asher, Dominic Salole               | Arca                                   | 3:51    |
| 2. | „Gomenasai”        | Mizanekristos, Asma Maroof, Daniel Pineda, Sam Dew                                 | MA Nguzu, NA Nguzu, Ariel Rechtshaid   | 3:28    |
| 3. | „Rewind”           | Mizanekristos, Ezra Rubin, Philip Gamble, Samuel Obey, Rechtshaid, Jeremiah Raisen | Kingdom, Nugget, Girl Unit, Obey City  | 3:58    |
| 4. | „All the Way Down” | Mizanekristos, Dacoury Natche, Raisen, Jess Glynne, Talay Riley, Tinashe Kachingwe | DJ Dahi                                | 4:28    |
| 5. | „Hallucinogen”     | Mizanekristos, Ghersi                                                              | Arca                                   | 2:20    |
| 6. | „The High”         | Mizanekristos, Gabriel Reyes-Whittaker, Rubin, Daniel Aged                         | Gifted & Blessed, Kingdom, Daniel Aged | 5:41    |